# توماس شتيلي
توماس شتيلي (بالألمانية: Thomas Stehle)‏ (26 أكتوبر 1980 في ألمانيا - ) هو لاعب كرة قدم ألماني في مركز الدفاع. لعب مع ألمانيا آخن ونادي نورنبرغ وSC Pfullendorf ‏.

## وصلات خارجية
- توماس شتيلي على موقع قاعدة بيانات كرة القدم.إي يو (الإنجليزية)
- توماس شتيلي على موقع بيانات كرة القدم. دي إي (الألمانية)
- توماس شتيلي على موقع عالم كرة القدم.نت (الإنجليزية)